# Liste der Naturdenkmale in Heddesheim
| Naturdenkmale | Anzahl |
| ------------- | ------ |
| FND           | 0      |
| END           | 4      |
| Gesamt        | 4      |

Die Liste der Naturdenkmale in Heddesheim nennt die verordneten Naturdenkmale (ND) der im baden-württembergischen Rhein-Neckar-Kreis liegenden Gemeinde Heddesheim. In Heddesheim gibt es insgesamt vier als Naturdenkmal geschützte Objekte, keines ist ein flächenhaftes Naturdenkmal (FND), alle sind Einzelgebilde-Naturdenkmale (END).
Stand: 31. Oktober 2016.

## Einzelgebilde (END)
| Name                                | Bild | Kennung     | Einzelheiten | Position | Fläche Hektar | Datum         |
| ----------------------------------- | ---- | ----------- | ------------ | -------- | ------------- | ------------- |
| Stieleiche am Eingang „Grüne Insel“ | BW   | 82260280004 | Heddesheim   | ⊙        | 0,0           | 26. Feb. 2004 |
| Stieleiche bei Hundesportplatz      | BW   | 82260280001 | Heddesheim   | ⊙        | 0,0           | 26. Feb. 2004 |
| 3 Roßkastanien                      | BW   | 82260280002 | Heddesheim   | ⊙        | 0,0           | 26. Feb. 2004 |
| 3 Stieleichen                       | BW   | 82260280003 | Heddesheim   | ⊙        | 0,0           | 26. Feb. 2004 |
| Legende für Naturdenkmal            |      |             |              |          |               |               |